# 阿美西亞大陸
阿美西亞大陸（英語：Amasia）是一個未來可能出現的超大陸，這派學說和另一派終極盤古大陸不同的是，阿美西亞大陸是亞洲和北美洲合併形成。

## 簡介
阿美西亞大陸的理論基礎是在於太平洋板塊隱沒於歐亞板塊和北美洲板塊之下的事實，如果持續不斷的話太平洋將閉合消失。同時大西洋中洋脊將北美州往西方推，因此未來大西洋將會在某個時段開始大於太平洋。在西伯利亞，歐亞板塊和北美洲板塊的邊界將會有數百萬年是穩定的，這會使亞洲和北美洲合併形成新的超大陸。
2012年2月，數位科學家預測阿美西亞大陸將會在大約5000萬到2億年後形成，並且會通過北極圈。
現在任職於劍橋大學的罗伊·利弗莫尔（Roy Livermore）於1990年代晚期提出了基於太平洋消失、澳洲大陸和東亞合併、南極洲向北方移動的「新盤古大陸」（Novopangea，是來自拉丁語的字根，代表「新」的意思）。
阿美西亞大陸、新盤古大陸和終極盤古大陸在泰德·尼爾德（Ted Nield）的書  和2007年10月20日出刊的《新科學人》的文章  中有介紹。

## 外部連結
- 中国中央电视台网站上的科普视频节目：《大陆的碰撞》（上） （页面存档备份，存于）
- 中国中央电视台网站上的科普视频节目：《大陆的碰撞》（下） （页面存档备份，存于）
- 《科技之光》 20120105 地球的命运（上）_科技之光《地球的命运》_视频_央视网 （页面存档备份，存于）
- 《科技之光》 20120106 魅力科技_科技之光《地球的命运》_视频_央视网 （页面存档备份，存于）